# Casa de espetáculos

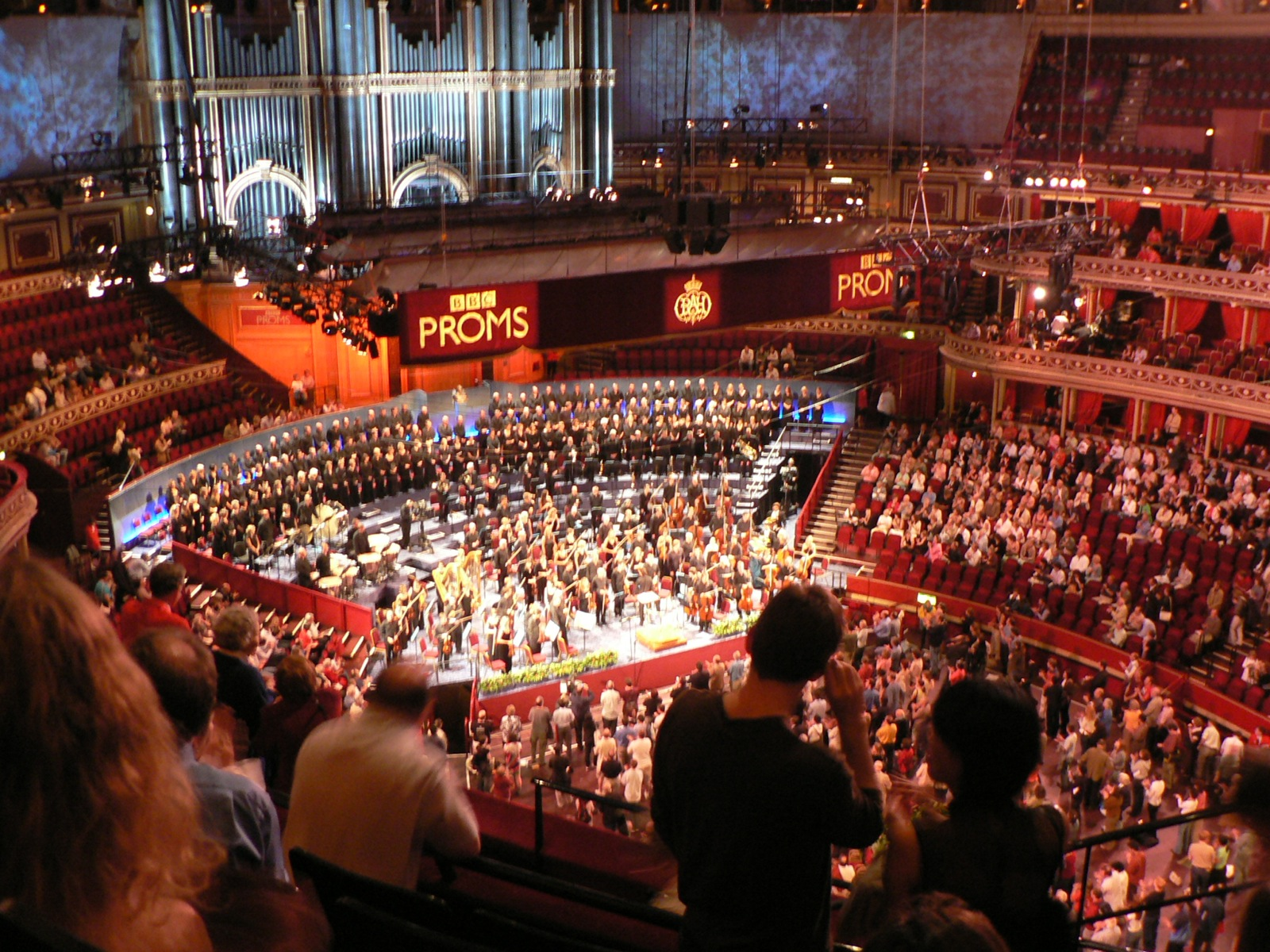
Interior do Royal Albert Hall, em Londres

Casa de espetáculos, casa de eventos, ou casa de shows são denominações dadas a qualquer local utilizado para a realização de concertos ou apresentações musicais. Variam em localização e tamanho, indo de conchas acústicas e coretos a estádios esportivos. Tipicamente, diferentes tipos de casas hospedam diferentes gêneros musicais. Apresentações de música clássica geralmente ocorrem em salas de concerto, conchas acústicas e casas de ópera, enquanto gêneros como rock, dance e pop são apresentados em casas noturnas, pubs e discotecas.

## Tipos
- Discoteca — ligada a gêneros musicais dançantes, como pop, techno, house, trance e salsa, entre outros.[2]
- Estádio — com a evolução da indústria musical e a expansão da estrutura dos concertos, artistas consagrados passaram a utilizar quadras e estádios como local de suas apresentações. Tal prática levou ao surgimento de um subgênero do rock, o arena rock.[3]
- Pub — ao contrário do que acontece nos estádios, pubs e bares são utilizados por músicos pouco notórios ou em começo de carreira. No Reino Unido, foi a base de um movimento de reação aos artistas de arena rock, chamado pub rock.[4]
- Sala de concerto — utilizada para concertos sinfônicos e camerísticos.
- Teatro de ópera — edifícios especialmente concebidos para a representação de peças de ópera.